# Canadian Albums Chart

Canadian Albums Chart est une publication de l'industrie musicale canadienne concernant le hit-parade des chansons et des albums au Canada. La publication est créée par Walt Grealis en février 2000, soutenue à travers son existence par le gérant de maison d'édition Billboard. 